# Muskimol
Muskimol (agarin, panterin) je glavni psihoaktivni alkaloid prisutan u mnogim gljivama roda Amanita. Za razliku od psilocibina i triptamina, muskarin je potentni, selektivni agonist GABAA receptora.

## Kemija
Muskimol je produkt dekarboksilacije ili sušenja ibotenične kiseline.

## Biologija
Muskimol se prirodno nalazi u vrstama Amanita muscaria, Amanita pantherina i Amanita gemmata zajedno s muskarinom i muskazonom i iboteničnom kiselinom. Od ovih su samo A. muscaria i A. pantherina sigurni za konzumaciju dok su druge letalne.

## Farmakologija
Muskimol je potentni GABAA agonist, što je receptor za glavni inhibicijski neurotransmiter, GABA
Korišten in vivio, muskimol se iz tijela izluči nepromijenjen.
Psihoaktivna doza muskimola je oko 15-20 mg za normalnu osobu.

## Toksičnost
LD50 miševi: 3.8 mg/kg s.c, 2.5 mg/kg i.p.
LD50 štakori: 4.5 mg/kg i.v, 45 mg/kg oralno

## Utjecaj
Utjecaj muskimola drugačiji je od psilocibina, često se uspoređuje sa stanjem lucidnih snova.